# ガンズ・アンド・ギャンブラー
『ガンズ・アンド・ギャンブラー』（原題：Guns, Girls and Gambling）は、マイケル・ウィニックが脚本・監督を務めた2012年のアメリカのアクション犯罪スリラー映画。出演は、ゲイリー・オールドマン、クリスチャン・スレーター、ミーガン・パーク、ヘレナ・マットソン、トニー・コックス、クリス・カッテン、パワーズ・ブース、マイケルとエディ・スピアーズ、ジェフ・フェイヒーなどのアンサンブル・キャスト。

## あらすじ
ジョン・スミス（クリスチャン・スレーター）は運に見放されていた。恋人は彼を捨てて医者のもとへと去り、傷心の彼が向かったインディアン居留地のカジノではツキに恵まれないどころか参加したエルビスの物まね大会で出会った女性に財布を盗まれてしまう。しかし、お金はセキュリティウォレットに隠していたので、物まね大会に参加していた、他の4人の大会参加者たちとポーカーで勝負することにした。大会優勝者のエルビス（ゲイリー・オールドマン）、ゲイのエルビス（クリス・カッテン）、小柄なエルビス（トニー・コックス）、アジア人のエルビス（Anthony Brandon Wong）の4人はジョンを破産させるほどポーカーで打ち負かす。翌日、目を覚ましたジョンはカジノの警備員レッドフットとダークアイズ（マイケルとエディ・スピアーズ）に拘束され、2人から貴重な古代ネイティブ・アメリカンのマスク"戦士の面"を盗んだと疑われる。
カジノのオーナー"首長"（Gordon Tootoosis）は、エルビスが金庫に保管していた戦士の面を持ち出すのを目にしており、ジョンが第一容疑者となる。レッドフットとダークアイズは、ジョンが戦士の面を所持していないことを理解するものの、ジョンを共犯者として疑い、真犯人（おそらくコンテスト優勝者のエルビス）を探すことにする。首長は戦士の面の価値は100万ドルだと述べ、明日の晩までに見つけ出せと命じられたレッドフットとダークアイズは、出場者名簿から得たエルビスの住所を手に書き込んだ後、ジョンを車のトランクに押し込んだ。
一方、殺す前にエドガー・アラン・ポーの言葉を引用する殺し屋”ブロンド”（ヘレナ・マットソン）が駅のトイレに隠れるゲイ・エルビスと対峙し、戦士の面の在り処を尋ねる。彼は面を持ってないと答えると、ブロンドはゲイ・エルビスを射殺した。彼女はゲイ・エルビスのカバンを調べ、面を持っていないか確認すると、ジョン・スミスのクレジットカードを死体に残した。
意識を取り戻したジョンはトランクから脱出し、レッドフットとダークアイズが頭を撃ち抜かれて殺されているのを発見する。彼は2人が書き留めていた優勝者エルビスの住所を見て、優勝者エルビスの家に向かうことにする。家に着くと、エルビスの隣人シンディ（ミーガン・パーク）と出会うが、面を探すもう一人の殺し屋"カウボーイ"（ジェフ・フェイヒー）とその相棒モー（ダニー・ジェームズ）に射殺されそうになる。逃げる途中、ジョンは保安官を呼ぼうと提案するが、シンディは保安官が2人いて（デイン・クックとサム・トラメル）、どちらも汚職保安官で、1人は首長からの、もう1人は牧場主からの賄賂を受け取っていると説明する。このエルビスの家には面がなく、ジョンは写真に記載してあった「タカシ・トシロ」（"Takashi Toshiro"）という名前からアジア人のエルヴィスの住所を特定する。その矢先、小柄なエルビスに見つかるも、シンディの機転により何とかその場を切り抜けることに成功する。アジア人のエルビスは、自宅に来たジョンとシンディを殺そうとするも、もう一人の殺し屋"インディアン"（マット・ウィリグ）にトマホークで殺されてしまう。2人は隙を見てインディアンを気絶させて逃げ出るが、すぐにカウボーイたちに見つかってしまう。その後、"牧場主"（パワーズ・ブース）が現れる。1980年代、牧場主は3人家族（父、母、息子）を雇って面を運んでいたところ、首長たちに一家を殺され、面を奪い返されていたことが判明する。牧場主は、面を探し出さないと生首を壁に飾ることになるとジョンを脅す。
エルビスの家の前で車から降ろされた2人が面のありかについて推理を働かせていたところ、小柄なエルビスが現れる。彼は次いで現れたブロンドとの撃ち合いに敗れ、彼女によって殺される。ジョンはその場を逃げ出したところで保安官たちに出くわし、小柄なエルビス殺害容疑で逮捕され、留置場に入れられる。バーにいた美人が面会に現れ、彼女が娼婦で、カジノから盗まれた面の行方を探していることを知らされる。その後、シンディが保釈金を支払い、彼は釈放されることになるが、娼婦から面のことを聞きつけ大金になると踏んだ保安官たちはジョンが面について何かを知っていると疑い、面捜しを行わせようとする。そして、ジョンから得た情報から面を所持している可能性が一番高い優勝者のエルビスを探し出そうと、物まね大会のトロフィーを残したまま砂漠で見つかった放置車両のところへ向かうことにする。
一方、優勝したエルビスは、面を届けに行く途中で車が故障してしまう。長い道のりを歩きバス停にたどり着くが、彼がバスに乗ると、ブロンドが乗って来て彼を銃撃する。瀕死の重傷を負った彼は死ぬ間際にブロンドの耳元で何かを囁く。彼女は満面の笑みを浮かべ、エルビスの絶命を見届ける。バスの運転手に変装していた大学生は誰かと電話をしていたが、ブロンドは電話の相手が牧場主か首長のどちらかではないかと推測する。だが、ブロンドは両陣営と通じており、エルビスの居場所を両陣営に伝えると、彼女は大学生も射殺した。
その後、ジョン、シンディ、保安官たちがバス停にたどり着くと、先に到着していたカウボーイとモーがバスから降りてくる。レッドフットとダークアイズを早撃ちで殺していたカウボーイは、その早業で保安官たちが銃を構えているところを一瞬のうちに2人を倒してしまう。そこへインディアンが現れ、モーとカウボーイをトマホークで仕留める。シンディはどさくさに紛れてバスに乗り込み、バスの中でエルビスとバス運転手の遺体、そして「面とジョン・スミスを第12開拓地に連れて来い」というメッセージを見つける。そこに現れた首長、ミスター・クロウは、ジョン・スミスを殺そうとするが、シンディから面を取り戻すには金とジョンが必要だと聞かされ、2人を連れて第12開拓地に向かうことにする。
第12開拓地に到着すると、牧場主も首長と同様に100万ドルの入ったブリーフケースを持って現れる。ここでシンディが、自分は牧場主の娘で、ジョンが父親のために面を見つけてくれるように一緒に行動していたことを明かす。そこにブロンドが小屋から出てきて、ジョンにブリーフケースを渡し持ってこさせるように指示する。インディアンが反撃し、ブロンドを殺すために小屋に突撃する。2人はもみ合いとなるが、ブロンドが体術でインディアンを圧倒し、最後は余裕の笑みを浮かべ、インディアンを射殺した。再び現れた彼女は、従わなければさらに死人が出るという指示を繰り返し、警告した。
ジョンがブリーフケースを持って小屋に入ると、彼とブロンドは抱き合う。彼らは皆を騙していた。
1980年代に殺された一家は、ジョン・スミスの両親だった。一家には先住民族の使用人がいて、両親によって小屋の床下に隠されたジョンは、首長たちには死んだように偽装されていたのだった。その使用人は、首長たちのアパッチ族に敵対する先住民族「ホピ族」の一員であり、戦士の面は本当は彼女の部族のもので、首長が奪ったものであった。
ブロンドは、実は映画の冒頭で「自分は女が好きだ」と言ってジョン・スミスの元を去ったガールフレンドであり、ジョンの家族に何が起こったかを知っていたので、彼を助けるために裏で手を引いていた。また、ジョンの「大金が手に入る」という言葉で、彼女はその気になっていた。
小屋から出てきたジョンは、牧場主と首長に自分の行動の理由を話しだし、ブロンドはエルビスが面を盗んでも報酬は払われないと悟って崖から投げ捨てたと死に際に伝えられたことを牧場主と首長に話す。
ジョンは牧場主と首長に、彼らが自分の家族にしたことのために、ブリーフケースに入った大金を手に入れたのだと述べ、ブロンドはもし彼らが報復しようとするならば、戻ってきて彼らを殺すと彼らに告げる。そして、別の女性が運転するバイクに乗って、もう一つのブリーフケースを持って去っていくのだった。運転手はジョンの財布を盗んだ女性で、娼婦を装っていたがブロンドがジョンを捨てた原因となった医者でもあった。
その後、大金を手に徒歩で逃げるジョンを通りかかったバスが乗せるが、運転していたのはホピ族の使用人であり、ホピ族の使用人もこの計画に加担していたことが判明する。そのまま、放置されたままのエルビスの車のところまで送ってもらい、ジョンは車を修理して走り出した。実は故障したのは、ジョンが修理可能な方法で細工をしていたからだった。また、実はジョンも戦士の面を盗もうとしたのだが、それをエルビスに見つかってしまい、気絶させられていた。エルビスが他の3人には教えずに面を盗んだのは、報酬を独り占めしようとしていたからであった。
さらに、面は実際には投げ捨てられていなかった。ホピ族が面の正当な所有者であると知っていたジョンは、彼女にそれを返し、エルビスは実は死ぬ前にブロンドに「エルビスは建物を出た」と言っていただけだったが、ブロンドは彼の最後の言葉について嘘をついたのだった。
そして最後に、彼の名前がジョン・スミスではないことが明らかになる。映画の冒頭でぶつかった人が本当のジョン・スミスであり、彼はその人から財布などを盗んでいたことが判明する。

## キャスト
- ジョン・スミス - クリスチャン・スレイター：本作の主人公
- エルビス - ゲイリー・オールドマン：
- シンディ - ミーガン・パーク：隣の女の子/The Girl Next Door
- "ブロンド"/The Blonde - ヘレナ・マットソン：セクシーな女殺し屋。豊満で美しい見た目とは裏腹に、殺し屋としての腕前は超一流で、立ちふさがる敵は容赦なく殺す。銃術では小柄なエルビスを、体術ではインディアンを、それぞれ圧倒した（のちに二人とも射殺）。
- ハッチンス保安官 - デイン・クック：首長側の保安官
- コーリー保安官 - Sam Trammell：牧場主側の保安官
- "カウボーイ"/The Cowboy - ジェフ・フェイヒー：牧場主に雇われている。戦士の面を探す殺し屋。カウボーイのような服装で二丁拳銃を得物とする早撃ちの名手。
- 小柄なエルビス - トニー・コックス
- ゲイのエルビス - クリス・カッテン：アラン
- アジア人のエルビス - アンソニー・ブランドン・ウォン（英語版）：タカシ・トシロ
- 首長 - Gordon Tootoosis：先住民族居留地にあるカジノのオーナー
- ミスター・クロウ - Anthony Azizi：首長の右腕
- レッドフット - Michael Spears：首長の部下
- ダークアイズ - Eddie Spears：首長の部下
- "インディアン"/The Indian - Matt Willig：首長に雇われた殺し屋。トマホークを得物とする。
- 牧場主 - パワーズ・ブース：首長と敵対関係にある。
- モー/Mo - Danny James：戦士の面を探す殺し屋。"カウボーイ"の相棒。
- バーの美人/Lady at the bar - Heather Roop：ヴィヴィアン。レズビアンの娼婦
- 大学生/"The College Kid" - Marc Winnick：通りすがりの大学生

## 製作
この映画は、2010年6月17日に初めて発表された。撮影の一部はユタ州で行われた。2010年7月8日、ミーガン・パークの参加が確認された。
2010年7月13日、Chris KattanとHelena Mattssonがそのキャストに加わったことが確認された。2010年7月14日、ジェフ・フェイヒーがキャストに加わったことが発表された。
2010年7月6日に主要撮影を開始した。
この映画はレーティングされていない。ただし、Dish TVではNC17となっている。

## 公開
本作は2013年1月8日に北米でDVDが発売された。